# Ofsenița

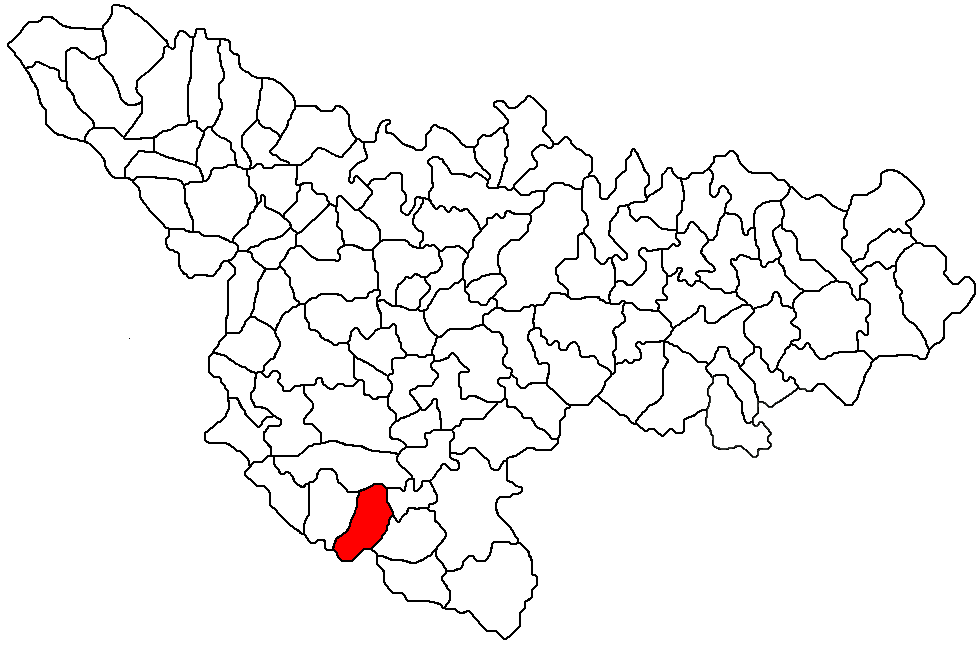
Lage der Gemeinde Banloc im Kreis Timiș

Ofsenița (deutsch Ofsenitz, Ofsenity, volkstümlich Hopsenitz, ungarisch Karátsonyifalva auch Ofszenica) ist ein Dorf im Kreis Timiș, Banat, Rumänien. Ofsenița gehört zur Gemeinde Banloc.

## Geografische Lage
Ofsenița liegt im Süden des Kreises Timiș, 50 Kilometer von der Kreishauptstadt Timișoara, 3 Kilometer von der Gemeinde Banloc und 6 Kilometer von der Stadt Deta entfernt.

## Nachbarorte
| Dolaț    | Ghilad                                      | Voiteg  |
| Giera    | Kompassrose, die auf Nachbargemeinden zeigt | Opatița |
| Livezile | Banloc                                      | Deta    |

## Geschichte
Obseniza wurde 1690–1700 erstmals in den Aufzeichnungen von Luigi Ferdinando Marsigli erwähnt. Zu diesem Zeitpunkt hatte der Ort 30 Häuser und war mit Serben bewohnt. Das Dorf hatte eine serbisch-orthodoxe Kirche und gehörte zum Distrikt Ciacova. Ende des 18. Jahrhunderts war der Kroate Baron Draskovich Grundherr von Ofsenița. In der Zeitspanne 1800–1804 wurden Deutsche aus den umliegenden Dörfern in Ofsenitz angesiedelt.
Zu Beginn des 19. Jahrhunderts ging die Ortschaft in den Besitz der Familie Karátsonyi. Nach der Familie Karátsonyi erhielt das Dorf den Namen Karátsonyifalva. 1882 ließen die Grundherren die römisch-katholische Kirche erbauen. Diese stürzte 1991 infolge eines Erdbebens ein. An ihrer statt wurde 2008 eine rumänisch-orthodoxe Kirche erbaut. Den Karátsonyis gehörte auch das Kastell in Banloc, wo sie einen Park mit seltenen Bäumen anlegten und das Ägyptische Museum einrichteten. Das Schloss wurde von der Königsmutter des letzten rumänischen Königs Michael I. als Sommerresidenz genutzt, wo sie den Gottesdienst der Ofsenitzer Kirche besuchte. Vor der Kirche wurde ein Denkmal zu Ehren der Helden im Ersten Weltkrieg errichtet. Später wurden auch die Namen der gefallenen Soldaten aus dem Zweiten Weltkrieg und der in Russland Verstorbenen in das Denkmal eingraviert.
Die Hauptbeschäftigung der Bewohner von Ofsenitz war die Landwirtschaft und die Viehzucht. Das Handwerk und Gewerbe war ebenso verbreitet. In Ofsenitz gab es einen Lebensmittelladen, einen Wirt, einen Tanzsaal, eine Kegelbahn, einen Leseverein, einen Kirchenverein, einen Gesangsverein und eine Maschinengesellschaft. In der kleinen Schule fand der Unterricht der Klassen 1–4 statt und in der großen Schule der Unterricht der Klassen 5–8.
Infolge des Waffen-SS Abkommens vom 12. Mai 1943 zwischen der Antonescu-Regierung und Hitler-Deutschland wurden alle deutschstämmigen wehrpflichtigen Männer in die deutsche Armee eingezogen.
Noch vor Kriegsende, im Januar 1945, fand die Deportation aller volksdeutschen Frauen zwischen 18 und 30 Jahren und Männer im Alter von 16 bis 45 Jahren zur Aufbauarbeit in die Sowjetunion statt.
Das Bodenreformgesetz vom 23. März 1945, das die Enteignung der deutschen Bauern in Rumänien vorsah, entzog der ländlichen Bevölkerung die Lebensgrundlage. Der enteignete Boden wurde an Kleinbauern, Landarbeiter und Kolonisten aus anderen Landesteilen verteilt. Anfang der 1950er Jahre wurde die Kollektivierung der Landwirtschaft eingeleitet.
Durch das Nationalisierungsgesetz vom 11. Juni 1948, das die Verstaatlichung aller Industrie- und Handelsbetriebe, Banken und Versicherungen vorsah, fand die Enteignung aller Wirtschaftsbetriebe unabhängig von der ethnischen Zugehörigkeit statt.
Da die Bevölkerung entlang der rumänisch-jugoslawischen Grenze von der rumänischen Staatsführung nach dem Zerwürfnis Stalins mit Tito und dessen Ausschluss aus dem Kominform-Bündnis als Sicherheitsrisiko eingestuft wurde, erfolgte am 18. Juni 1951 die Deportation „von politisch unzuverlässlichen Elementen“ in die Bărăgan-Steppe unabhängig von der ethnischen Zugehörigkeit. Die rumänische Führung bezweckte zugleich den einsetzenden Widerstand gegen die bevorstehende Kollektivierung der Landwirtschaft zu brechen. Als die Bărăganverschleppten 1956 heimkehrten, erhielten sie die 1945 enteigneten Häuser und Höfe zurückerstattet. Der Feldbesitz wurde jedoch kollektiviert.

### Vetter Matz von Hopsenitz
Der Banater Schauspieler Hans Kehrer wurde 1944 auf der Flucht von den Hopsenitzern in einem Weingarten in der Nähe des Dorfes versteckt und mit Lebensmitteln versorgt. Später, als Schauspieler des Deutschen Staatstheaters Temeswar, legte er sich den Künstlernamen „Vetter Matz von Hopsenitz“ für seine Mundartstücke zu. Unter diesem Namen trat er auf den Tourneen durch das Banat aber auch in der Sendung in deutscher Sprache im rumänischen Fernsehen auf.

## Demografie
| 1880 | 1005 | 18  | 8   | 843 | 136 |
| 1910 | 1026 | 29  | 181 | 728 | 88  |
| 1930 | 980  | 57  | 134 | 704 | 85  |
| 1977 | 567  | 191 | 29  | 291 | 56  |
| 2002 | 373  | 299 | 12  | 17  | 45  |